# Họ Dơi thò đuôi
Dơi thò đuôi (danh pháp khoa học: Molossidae) là một họ động vật có vú trong bộ Dơi. Họ này được Gervais miêu tả năm 1856.

## Hình ảnh

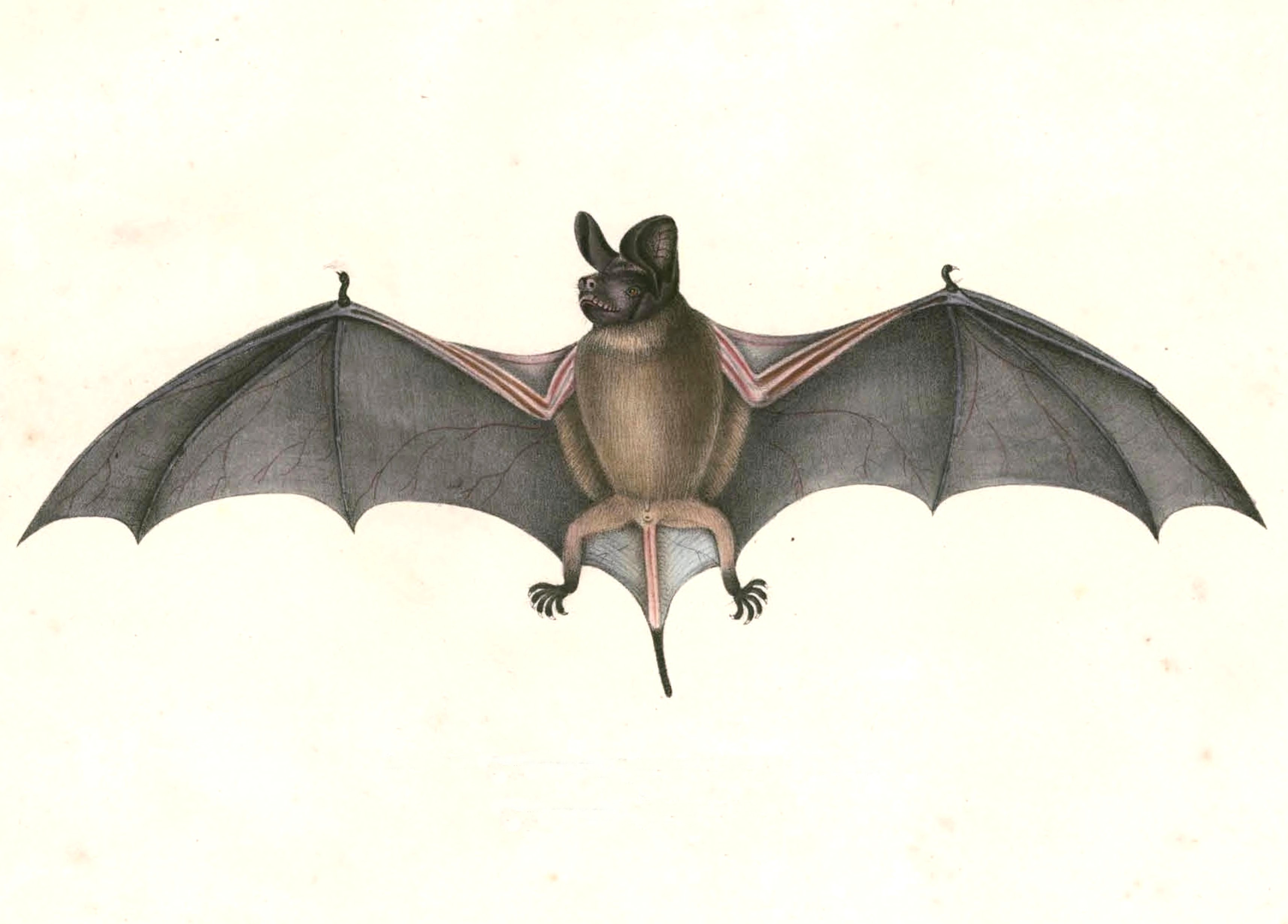
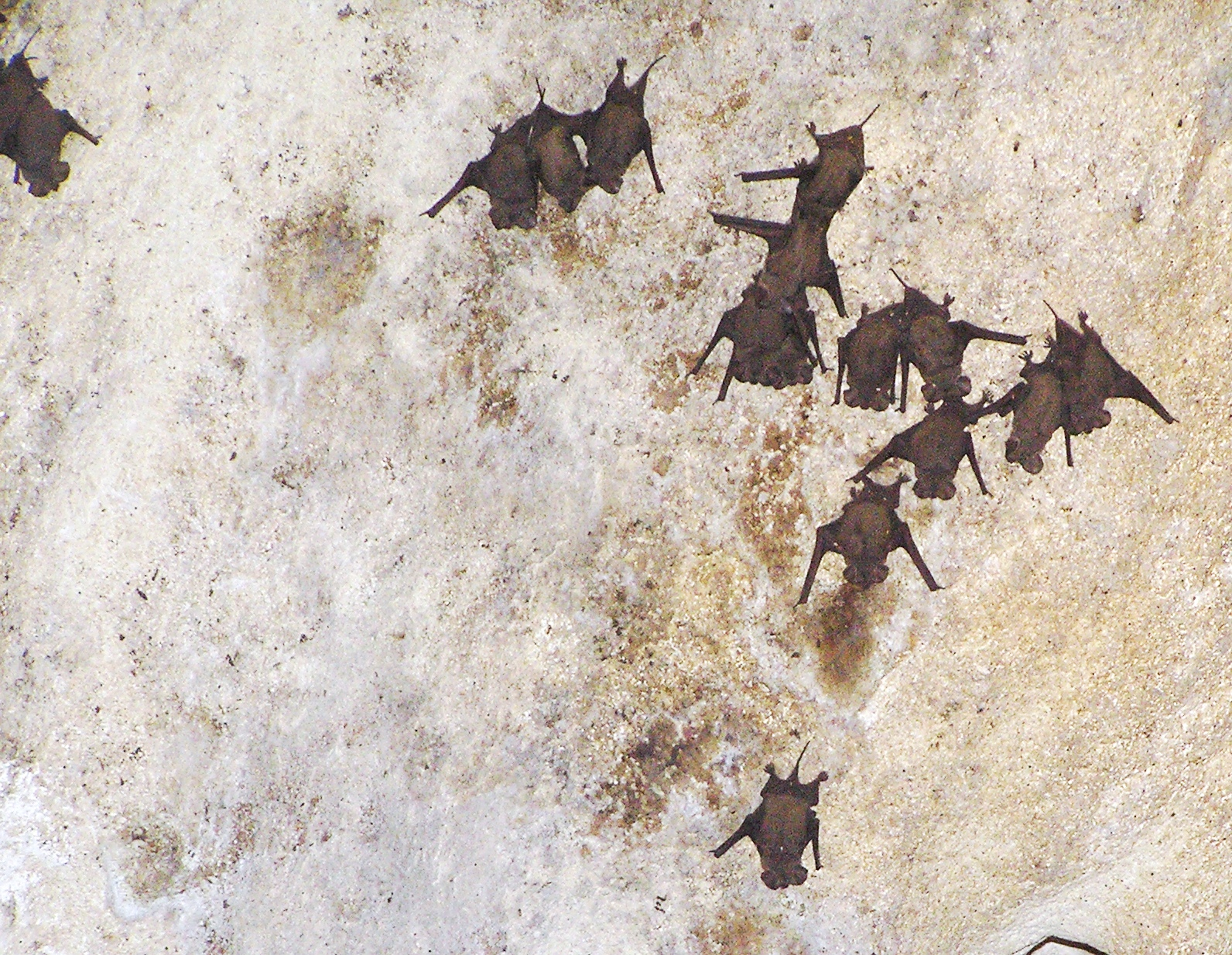
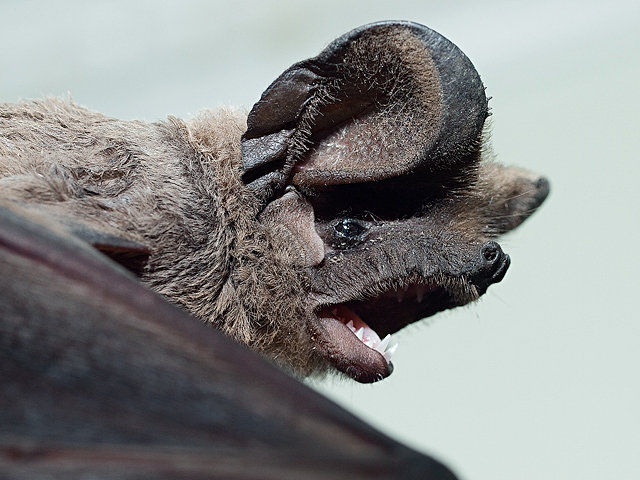
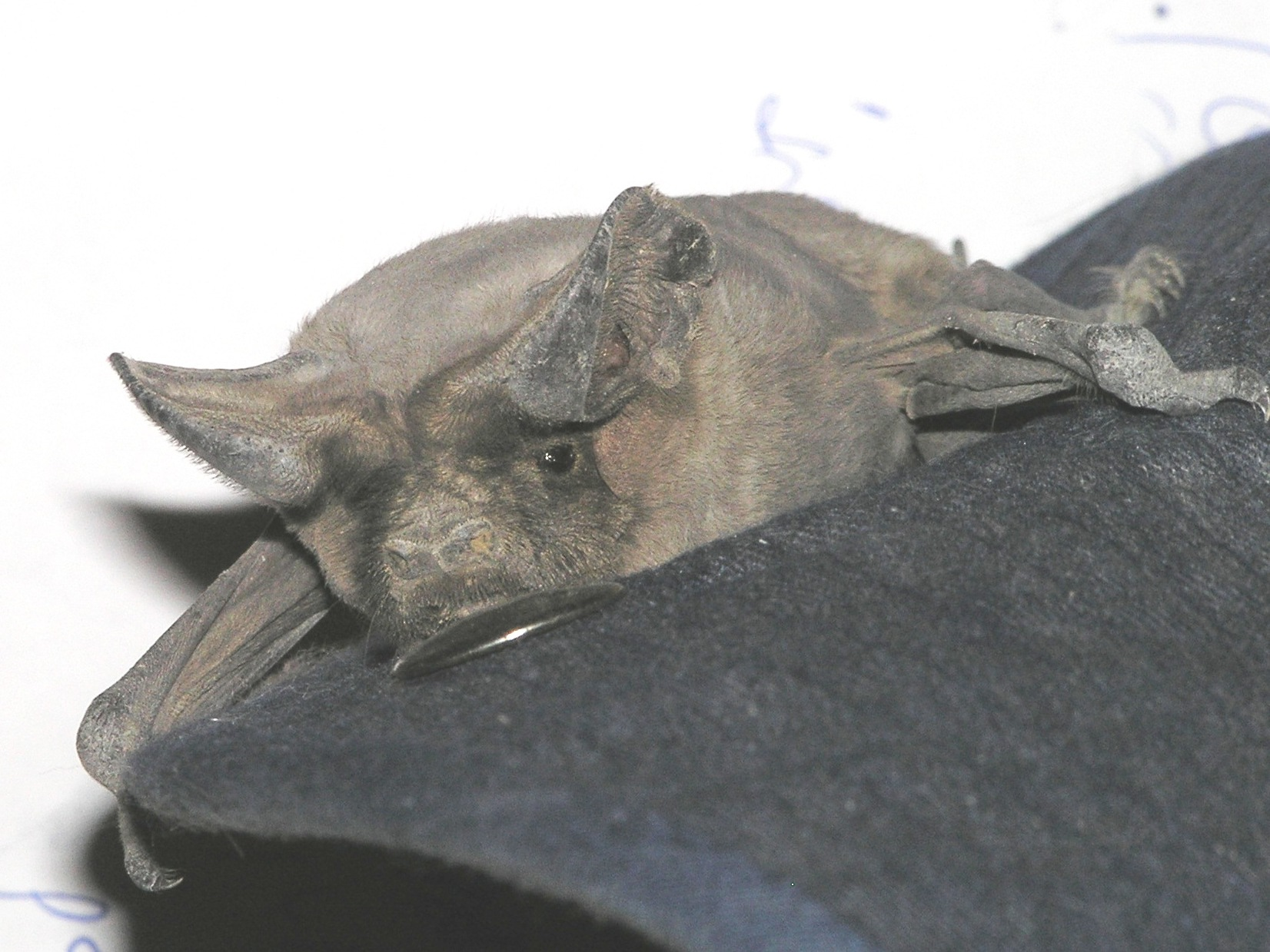